# Ryan Carlos Santos de Sousa
Ryan Carlos Santos de Sousa (Diadema, 14 maggio 2002) è un calciatore brasiliano, difensore del Čornomorec' in prestito dal Bahia.

## Carriera
Ryan ha giocato nei settori giovanili di San Paolo e Ponte Preta, per poi unirsi al Bahia nel settembre del 2020, dove è stato impiegato nella formazione Under-20. Promosso in prima squadra in vista della stagione 2023, ha esordito l'11 gennaio dello stesso anno, sostituendo Matheus Bahia nel secondo tempo nella vittoria casalinga per 3-1 contro il Juazeirense nel Campionato Baiano. Il 14 marzo ha debuttato in Série A contro il Flamengo.

## Statistiche

### Presenze e reti nei club
Statistiche aggiornate al 13 luglio 2024.
| Stagione        | Squadra         | Campionato      | Campionato | Campionato | Coppe nazionali | Coppe nazionali | Coppe nazionali | Coppe continentali | Coppe continentali | Coppe continentali | Altre coppe | Altre coppe | Altre coppe | Totale | Totale | Totale |
| Stagione        | Squadra         | Comp            | Pres       | Reti       | Comp            | Pres            | Reti            | Comp               | Pres               | Reti               | Comp        | Pres        | Reti        | Pres   | Reti   |        |
| --------------- | --------------- | --------------- | ---------- | ---------- | --------------- | --------------- | --------------- | ------------------ | ------------------ | ------------------ | ----------- | ----------- | ----------- | ------ | ------ | ------ |
| 2023            | Bahia           | PD/BA+A         | 7+9        | 0          | CB              | 2               | 0               |                    | -                  | -                  | CdN         | 5           | 0           | 23     | 0      |        |
| 2024            | Bahia           | PD/BA+A         | 3+0        | 0          | CB              | 0               | 0               |                    | -                  | -                  | CdN         | 1           | 0           | 4      | 0      |        |
| Totale carriera | Totale carriera | Totale carriera | 19         | 0          |                 | 2               | 0               |                    | -                  | -                  |             | 6           | 0           | 27     | 0      |        |